# 斯卡格拉克海峡
57°50′50″N 9°04′23″E / 57.84722°N 9.07306°E

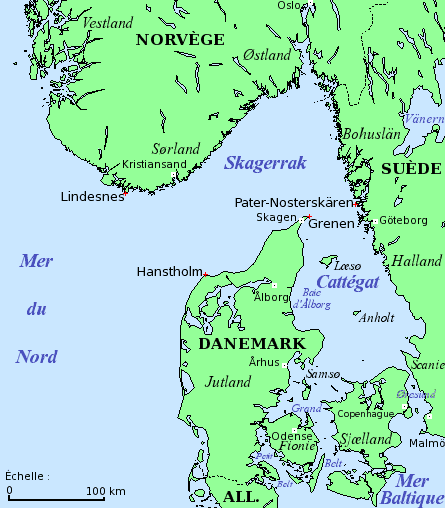
卡特加特海峡和斯卡格拉克海峡

斯卡格拉克海峡（瑞典語：Skagerrak）是位于北欧的一个海峡，连接了北海和卡特加特海峡，其北面是挪威，东面是瑞典，南面是丹麦的日德兰半岛。
海峡呈东北—西南走向，长约240公里，宽130－145公里。最狭窄处在日德兰半岛北端的格雷嫩角和瑞典马斯特兰德岛之间，宽65千米。南浅北深，平均深度200米，东部最深处约809米。